# オッドビョルン・ハーゲン
オッドビョルン・ハーゲン（Oddbjørn Hagen、1908年2月3日 - 1983年6月25日）は、ノルウェー、ヘードマルク県Ytre Rendal出身のノルディック複合、クロスカントリースキー選手。

## プロフィール
ハーゲンはオスロのBækkelagets SKで競技生活を送った。
1932年のホルメンコーレン大会ノルディック複合で優勝、1934年の世界選手権では複合で金メダルを獲得、またクロスカントリースキー4x10kmリレーではアンカーを務めてスウェーデンのArthur Häggbladと銀メダルを争っていたが、コースを間違えて10分時間をロスし、ドイツに抜かれてしまった。最終的にスウェーデンに競り負けて4位に終わった。同年ホルメンコーレン大会で2度目の優勝を果たし、ホルメンコーレン・メダルを受賞した。
翌1935年の世界選手権で2連覇を達成、これは66年後の2001年にビャルテ・エンゲン・ビークが達成するまで唯一の記録だった。クロスカントリースキーでは個人18kmと4x10kmリレーで銀メダルを獲得した。ホルメンコーレン大会では3度目の優勝を果たした。
1936年ガルミッシュ・パルテンキルヘンオリンピックでは金メダル1個、銀メダル2個を獲得した。
クロスカントリースキー4x10kmリレーでは第1走者としてスウェーデンのジョン・ベルゲルに17秒差、フィンランドのスロ・ヌルメラに1分2秒差をつけ1位でバトンを渡した。チームはフィンランドに6秒及ばず銀メダルとなった。
個人18kmはノルディック複合の前半距離を兼ねて実施され、スウェーデンのエリック＝オーク・ラーションに次いで銀メダルとなった。複合にエントリーした選手では最高のタイムをもって翌日の後半ジャンプに臨み、金メダルを獲得した。